# 索爾福德大學
索爾福德大學（University of Salford） 是一所位於英國大曼徹斯特索爾福德的公立研究型大學。主校區距離曼徹斯特市中心以西約1.5英里（2.4），處於艾爾維爾河沿岸。校門對面是工人階級運動圖書館。

## 歷史

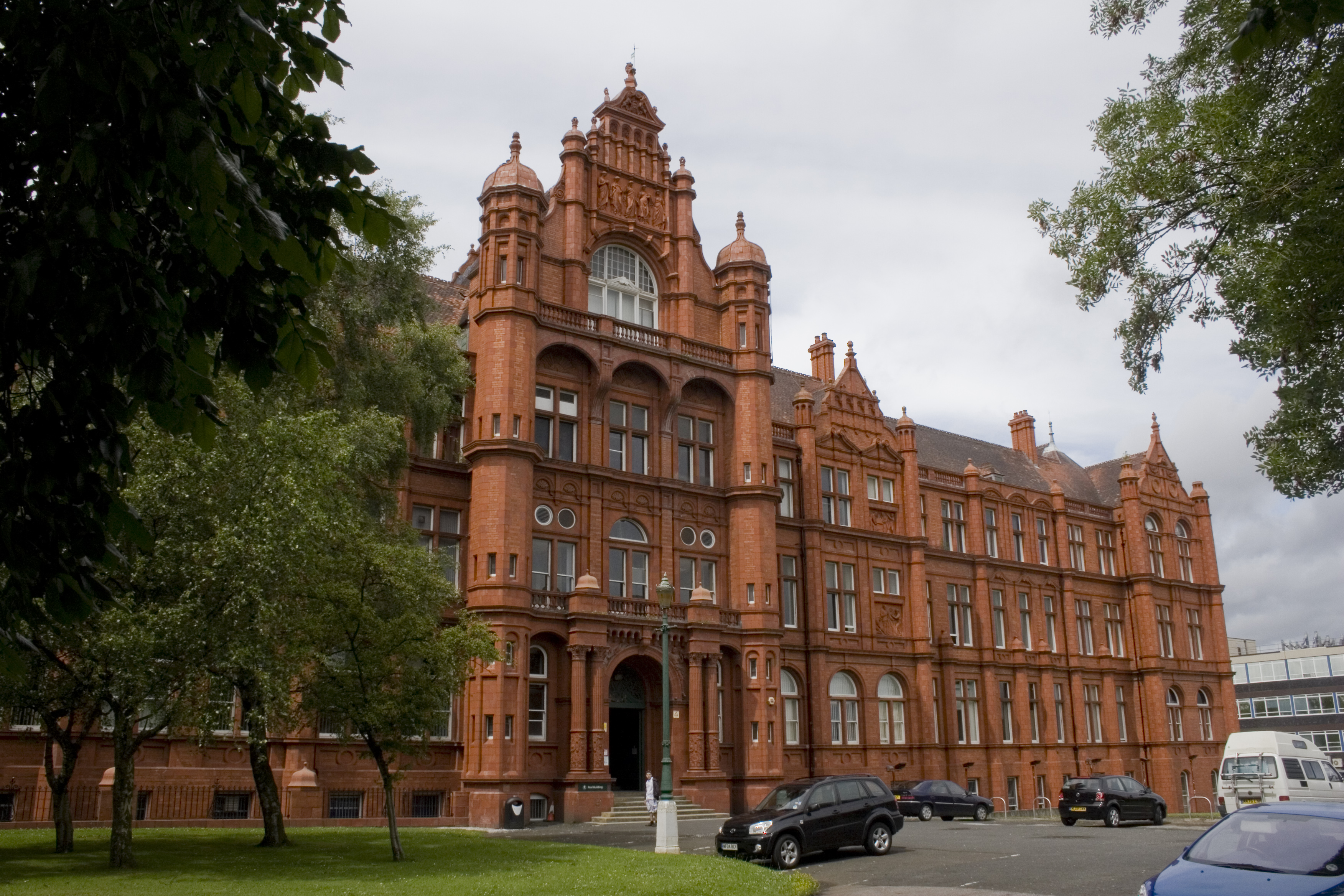
該大學現存最古老的建築皮爾大樓（Peel Building）

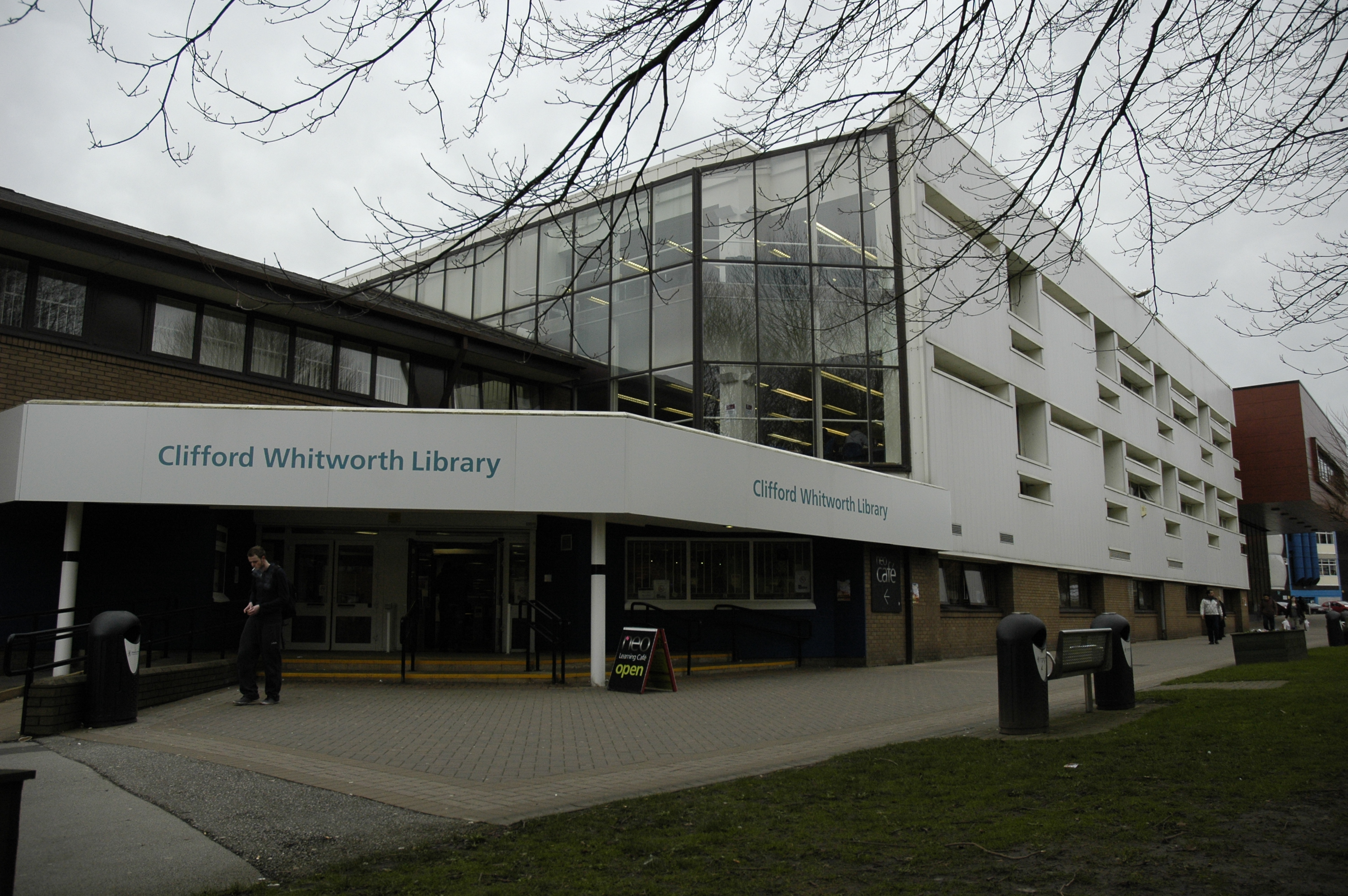
Clifford Whitworth Library

該大學的歷史可追溯到1896Royal Technical Institute, Salford的成立，此教育機構是由1858年成立的Salford Working Men's College和1850年成立的力學研究所合併而成。
1921年更名索爾福德皇家科技學院（Royal Technical College, Salford）。1958年分裂，Peel Park Technical College開始獨立辦學。後者1961年改名Salford Technical Institute，1970年成為索爾福德科技學院（Salford College of Technology），1992年成為索爾福德大學學院（University College Salford）。
1956年，索爾福德皇家科技學院更名為先進技術學院（College of Advanced Technology），1967年獲大學資格，改名為索爾福德大學。 1996年索爾福德大學學院又重新併入索爾福德大學。

## 校區
索爾福德大學總共設有四座校區，校區之間有免費接駁公車。最近機場為曼徹斯特國際機場。

## 學術
索爾福德大學現在共有七所學術機構：

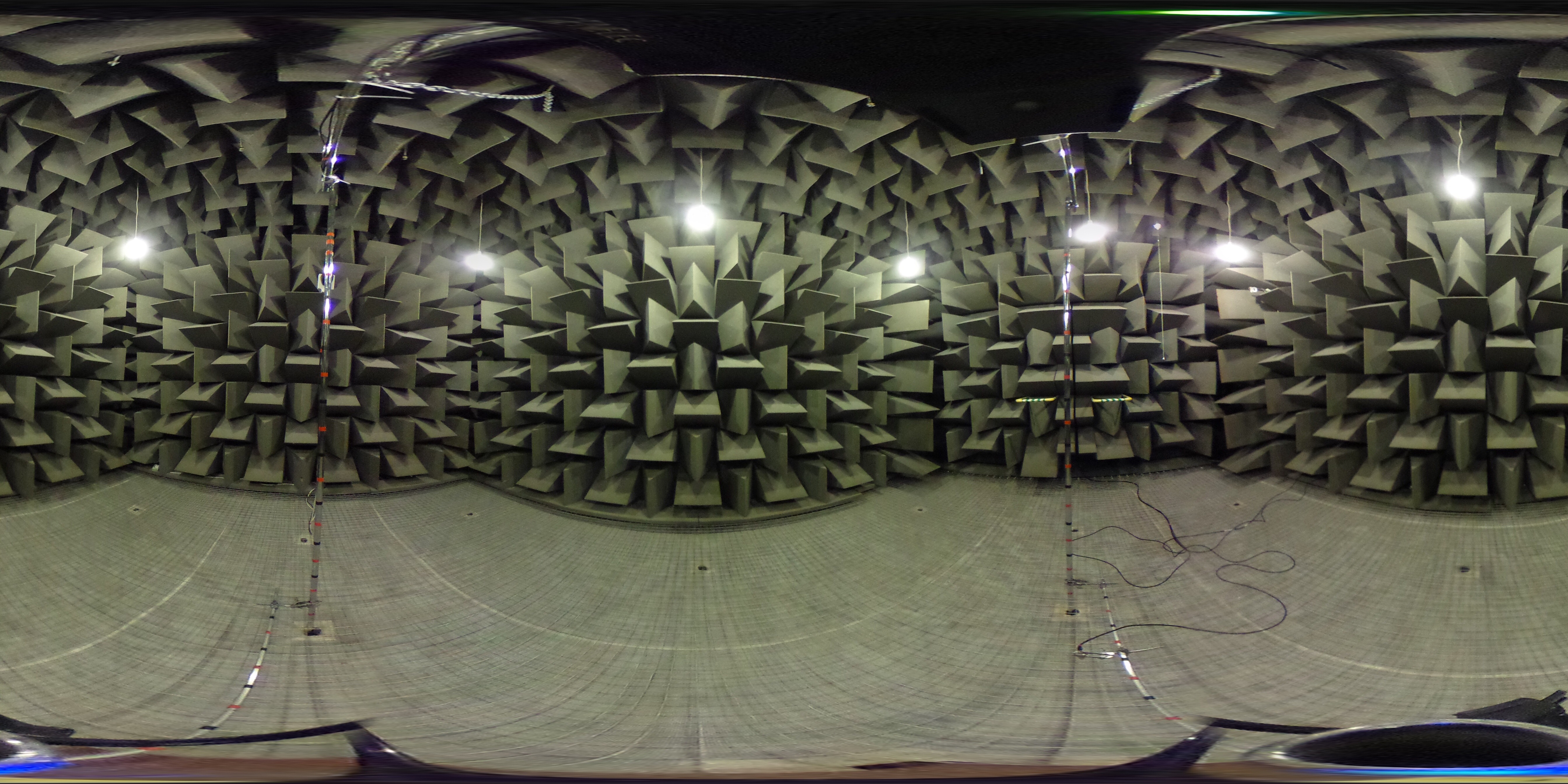

- 索爾福德商學院（Salford Business School, SBS）
- 藝術與媒體學院（School of Arts & Media）
- 環境與生命科學學院（School of Environment & Life Sciences）
- 健康科學學院（School of Health Sciences）
- 護理學、助產學、社會工作與社會科學學院（School of Nursing, Midwifery, Social Work & Social Sciences）
  - 該學院與英國西北部的索爾福德皇家醫院教學有著密切的聯繫
- 電腦科學與工程學院（School of Computing, Science & Engineering）
- 建築學院（School of the Built Environment）

## 外部連結
- University of Salford （页面存档备份，存于） – official website
- University of Salford Students' Union （页面存档备份，存于） – official website

53°29′04″N 2°16′17″W / 53.48444°N 2.27139°W